# Rua Bernardino Monteiro, 14
O Edifício na Rua Bernardino Monteiro nº 14, em Santa Leopoldina, é um bem cultural tombado pelo Conselho Estadual de Cultura do Espírito Santo, inscrição no Livro do Tombo Histórico sob o nº 32 a 68, folhas 4v a 7v. Também é conhecido como Igreja de Baixo e Salão Paroquial.

## Importância
No livro "Arquitetura: Patrimônio Cultural do Espírito Santo", publicado pela Secretaria de Cultura do Espírito Santo em 2009, o edifício é descrito como deslocado do centro de Santa Leopoldina, estando num lote em frente ao rio Santa Maria da Vitória. Essa posição, diz o livro, dá-lhe destaque na paisagem urbana. Sua descrição é: "Percebida à distância, sua composição volumétrica se destaca contra o verde da frondosa mangueira que o tempo fez crescer. De base quadrada, a chácara está rodeada por larga varanda em três de seus lados. Elemento arquitetônico inovador para a época, a varanda liga-se ao interior da casa por meio de uma sequência de portas e janelas de grandes dimensões responsáveis pela relação da edificação com o quintal, em nível mais próximo, e com a cidade, do outro lado do rio. Essa, em tempos de sintonia com seu significado, propicia um belo panorama, especialmente desfrutável por seu proprietário original. Comerciante de influência na vida política e econômica de Santa Leopoldina, José Reisen é um dos sócios e diretores da Companhia de Viação Geral, empresa responsável pela construção da estrada que a partir de 1919 liga Santa Leopoldina a Santa Teresa. Não se conhece a data de construção da residência. Contudo, presume-se que essa tenha acontecido na primeira década do século XX, pois em 1913 nela se hospeda Marcondes Alves de Souza, então presidente do estado. Distante desse tempo, a Cúria Metropolitana de Vitória, proprietária do imóvel desde os anos de 1970, utiliza-o para abrigar as atividades de sua casa paroquial. O edifício, um objeto urbano isolado, possui valor patrimonial relacionado tanto à sua dimensão material, perceptível em arquitetura de expressiva concepção formal e espacial e qualificada estrutura material, bem como à sua dimensão social, derivada de sua inserção em conjunto de iniciativas e acontecimentos de impacto na dinâmica econômica de seu tempo e de seu lugar".

## Tombamento
O edifício foi objeto de um tombamento de patrimônio cultural pelo Conselho Estadual de Cultura, de número 05, em 30 de julho de 1983, Inscr. nº 32 a 68, folhas 4v a 7v. O processo de tombamento inclui quase quarenta imóveis históricos de Santa Leopoldina. No ato de tombamento, é listada como proprietária a Cúria Metropolitana de Vitória.
O tombamento desse edifício e outros bens culturais de Santa Leopoldina foi principalmente decorrente da resolução número 01 de 1983, em que foram aprovadas normas sobre o tombamento de bens de domínio privado, pertencentes a pessoas naturais ou jurídicas, inclusive ordens ou instituições religiosas, e de domínio público, pertencentes ao Estado e Municípios, no Espírito Santo. Nessa norma foi estabelecido que, entre outros pontos:
- "O tombamento de bens se inicia por deliberação do CEC “ex-offício”, ou por provocação do proprietário ou de qualquer pessoa, natural ou jurídica, e será precedido, obrigatoriamente, de processo", ponto 3;
- "Em se tratando de bem(s) pertencente(s) a particular(es), cujo tombamento tenha caráter compulsório, e aprovado o tombamento, o Presidente do CEC expedirá a notificação de que trata o artigo 5°. I do Decreto n° 636-N, de 28.02.75, ao interessado que terá o prazo de 15(quinze) dias, a contar do seu recebimento, para anuir ou impugnar o tombamento", ponto 12.[3]

As resoluções tiveram como motivador a preservação histórico-cultural de Santa Leopoldina contra a especulação imobiliária, que levou à destruição de bens culturais à época.